# Врхполє-при-Шентвиду
Врхполє-при-Шентвиду (словен. Vrhpolje pri Šentvidu) — поселення в общині Іванчна Гориця, Осреднєсловенський регіон, Словенія. Висота над рівнем моря: 321,9 м.